# Bolnišnica Gemelli
Univerzitetna bolnišnica Gemelli (italijansko Fondazione Policlinico Universitario Agostino Gemelli) je velika splošna bolnišnica v Rimu v Italiji. S 1575 posteljami je druga največja bolnišnica v Italiji, največja bolnišnica v Rimu in ena največjih zasebnih bolnišnic v Evropi. Služi kot učna bolnišnica za medicinsko šolo Università Cattolica del Sacro Cuore, svoje ime pa je dobila po ustanovitelju univerze, frančiškanskem patru, zdravniku in psihologu Agostinu Gemelliju. Bolnišnica nudi brezplačno zdravstveno oskrbo kot del italijanskega nacionalnega zdravstvenega sistema ter plačljivo zasebno oskrbo na namenskih hotelskih oddelkih.

## Zgodovina in struktura
Graditev se je na hribu Monte Mario v Rimu začela leta 1959 pod vodstvom Giuseppeja Cignija, bolnišnica pa je svoja vrata odprla julija 1964. Vključuje prostore za temeljne in klinične raziskave, nastanitev za študente medicine, menze, kavarne, eno restavracijo, eno knjigarno in dve medicinski knjižnici.
V glavni stavbi potekajo dodiplomski in podiplomski študij medicine, zdravstvene nege, fizioterapije in številni drugi klinični predmeti. Štiri dodatne zgradbe so odprte za javnost: Biološki inštitut, Varovana zdravstvena rezidenca, združeni Inštitut za nalezljive bolezni in "Center za medicino staranja.
V začetku 21. stoletja je bila glavnemu delu dodana nova stavba, ki gosti oddelek za nesreče in nujne primere, večino operacijskih dvoran in več laboratorijev. Objekti so obdani s parki in travniki. Prvotna graščinska vila, zgrajena dolgo preden je bilo mesto izbrano za gradnjo bolnišnice in je bila prej uporabljena kot samostan, zdaj služi kot Inštitut za bioetiko, pa tudi kot glavna univerzitetna cerkev.

## MediCinema
Leta 2015 je bolnišnica v sodelovanju z MediCinema Italy Onlus dokončala in slovesno odprla dvorano MediCinema s 130 sedeži, ki lahko sprejme bolnike na invalidskih vozičkih in posteljah. To je prva bolnišnica v Italiji, ki ima prostore namenjene "kinoterapiji" in razbremenilni terapiji za bolnike in njihove družinske člane.

## Partnerstvo s Qatar Foundation Endowment
Julija 2017 sta Qatar Foundation Endowment (QFE) in univerzitetna poliklinika Agostino Gemelli napovedala podpis pogodbe za upravljanje bolnišnice Mater Olbia v Olbiji na Sardiniji. Bolnišnica, ki jo je maja 2015 prek evropske investicijske platforme kupil QFE, je bila podvržena velikim strukturnim in tehnološkim posegom, ki so privedli do njenega odprtja leta 2019.

## Pomembni bolniki
Gemelli je postal središče mednarodne pozornosti med pontifikatom papeža Janeza Pavla II., ki je bil leta 1981 nujno operiran po neuspelem poskusu atentata Mehmeta Alija Ağce. V bolnišnici se je sicer zdravil večkrat, tudi nekaj tednov pred smrtjo leta 2005.
Med drugimi slavnimi bivšimi bolniki so politiki Giulio Andreotti, Walter Veltroni in Francesco Cossiga, Nobelova nagrajenka za mir Mati Tereza, teoretični fizik Stephen Hawking, duhovnik Georg Ratzinger (starejši brat papeža Benedikta XVI.), nogometaša Francesco Totti in Daniele De Rossi ter kanadski filmski ustvarjalec Damian Pettigrew. Junija 2009 so pred stavbo bolnišnice odkrili kip papeža Janeza Pavla II.
Papež Frančišek je bil v bolnišnico sprejet štirikrat. Leta 2021 je imel tam operacijo debelega črevesa zaradi divertikularne bolezni. Dvakrat je bil v oskrbi tudi leta 2023, najprej zaradi okužbe dihal in nekaj mesecev pozneje zaradi abdominalne operacije za zdravljenje kile. Leta 2024, potem ko je zbolel za gripo, so v Gamelliju opravili diagnostične teste. Februarja 2025 je bil sprejet v bolnišnico na zdravljenje okužbe dihal.